# Maison Karl-Liebknecht
La Maison Karl-Liebknecht, en allemand Karl-Liebknecht-Haus, est un bâtiment historique protégé situé à Berlin, en Allemagne. Connu pour être le siège du parti Die Linke, il est situé entre les places Alexanderplatz et la Rosa-Luxemburg-Platz dans le quartier Mitte.

## Histoire

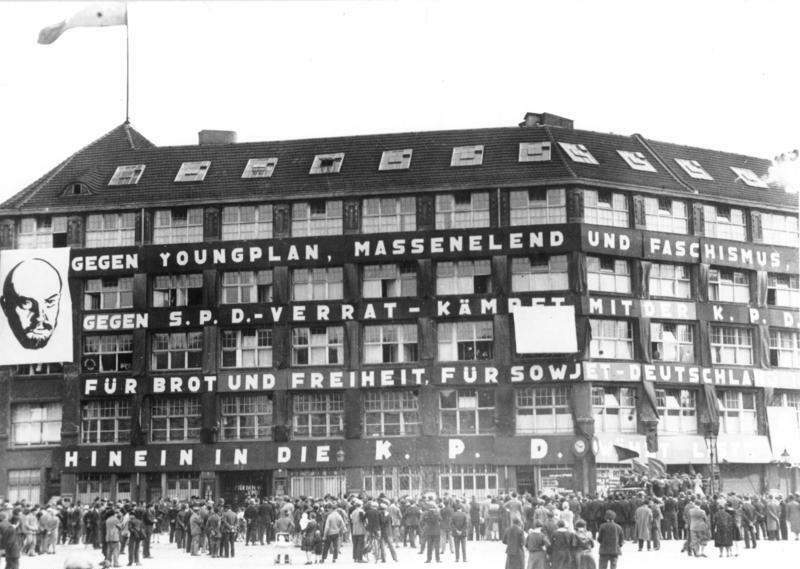
Le bâtiment en 1930, alors siège du KPD.

Le bâtiment est construit en 1910 pour Rudolph Werth, fabricant de poignées de porte, qui en fait un immeuble de bureaux, puis racheté en 1926 par une filiale du parti communiste allemand (KPD). Il devient le siège de son comité central, de la rédaction de l'organe officiel Die Rote Fahne et est nommé en l'honneur de Karl Liebknecht, dirigeant communiste assassiné en 1919.
En février 1933, la police et les troupes paramilitaires de la SA occupent le bâtiment ; après l'incendie du Reichstag, le bâtiment est fermé le 1er mars et un drapeau nazi flotte sur le toit. Le bâtiment est rebaptisé Maison Horst Wessel et utilisé comme lieu de détention et de torture pour des opposants au nazisme et des Juifs. En 1935, Hermann Göring remet le bâtiment au Ministère des finances de l'État de Prusse avant son transfert à la SA en 1937. Les nazis font alors de l'endroit un lieu de commémoration de Horst Wessel, ainsi qu'aux policiers Anlauf et Lenck abattus le 9 août 1931 par un groupe de militants communistes, dont faisait partie le futur ministre Erich Mielke.
Lors de la Seconde Guerre mondiale, le bâtiment est lourdement endommagé mais sa structure est intacte. Sur décision du commandant de la Zone soviétique et avec l'accord du Conseil de contrôle allié, le bâtiment est attribué au SED. Le bâtiment est reconstruit et converti en bureaux et salles d'accueil du parti. Il héberge l'Institut est-allemand pour le marxisme-léninisme, et devient un lieu de mémoire dédié à Ernst Thälmann.
En mai 1990, le bâtiment devient le siège du Parti du socialisme démocratique. Depuis 2007, c'est le siège du parti Die Linke.